# Crossocnemis colmanti
Crossocnemis colmanti är en skalbaggsart som först beskrevs av Auguste Lameere 1903.  Crossocnemis colmanti ingår i släktet Crossocnemis och familjen långhorningar.
Artens utbredningsområde är:
- Benin.
- Mali.
- Togo.

Inga underarter finns listade i Catalogue of Life.